# Концово (Тверская область)
Концово — деревня в Конаковском районе Тверской области. Входит в состав сельского поселения «Завидово».

## География
Находится в юго-восточной части Тверской области на расстоянии приблизительно 22 км на юг-юго-запад по прямой от районного центра города Конаково.

## История
Известна с 1624 года. В 1859 году здесь (территория Клинского уезда Московской губернии) было учтено 3 двора.

## Население
Численность населения: 210 человек (1859 год), 20 (русские 95 %) в 2002 году, 10 в 2010.